# ퟳ
ᅟᅠퟳ(ㅿㅂ, 반시옷비읍)은 두 발음이 겹쳐 발음한 것으로 추정된다. 현대 한국어 표기에는 쓰이지 않는다.
| 종류                  | 종류           | 글자   | 유니코드 | HTML     |
| --------------------- | -------------- | ------ | -------- | -------- |
| 한글 호환 자모        | 한글 호환 자모 | (없음) | (없음)   | (없음)   |
| 한글 자모 영역        | 첫소리         | (없음) | (없음)   | (없음)   |
| 한글 자모 영역        | 끝소리         | ᅟᅠퟳ     | U+D7F3   | &#55283; |
| 한양 사용자 정의 영역 | 첫소리         | (없음) | (없음)   | (없음)   |
| 한양 사용자 정의 영역 | 끝소리         |     | U+F8D6   | &#63702; |
| 반각                  | 반각           | (없음) | (없음)   | (없음)   |